# Stihl
Stihl (офіційна назва Andreas Stihl AG & Company) — міжнародна компанія, що виготовляє мотоінструмент: бензопилки, мотокоси, газонокосарки, бензорізи та ін. Заснована в Німеччині підприємцем Андреасом Штілем.
STIHL має власні заводи в Німеччині, Швейцарії, США, Бразилії, Китаї, а також завод дочірньої компанії VIKING в Австрії.
Корпорація STIHL представлена в понад 160 країнах, включаючи ринки Північної та Південної Америки, Європи, Азії, Африки, Австралії та Океанії. У 2004 році в корпорації працювало 7,500 співробітників у цілому світі — майже на третину більше, ніж у 1989-му.
Фірма STIHL є однією з провідних компаній у світі з виробництва бензопилок. Кожна третя пилка, яка виробляється на світовому ринку, належить фірмі STIHL. Вона є світовим лідером з виробництва бензорізів — у цьому сегменті ринку їй належить 30 %.

## Історія

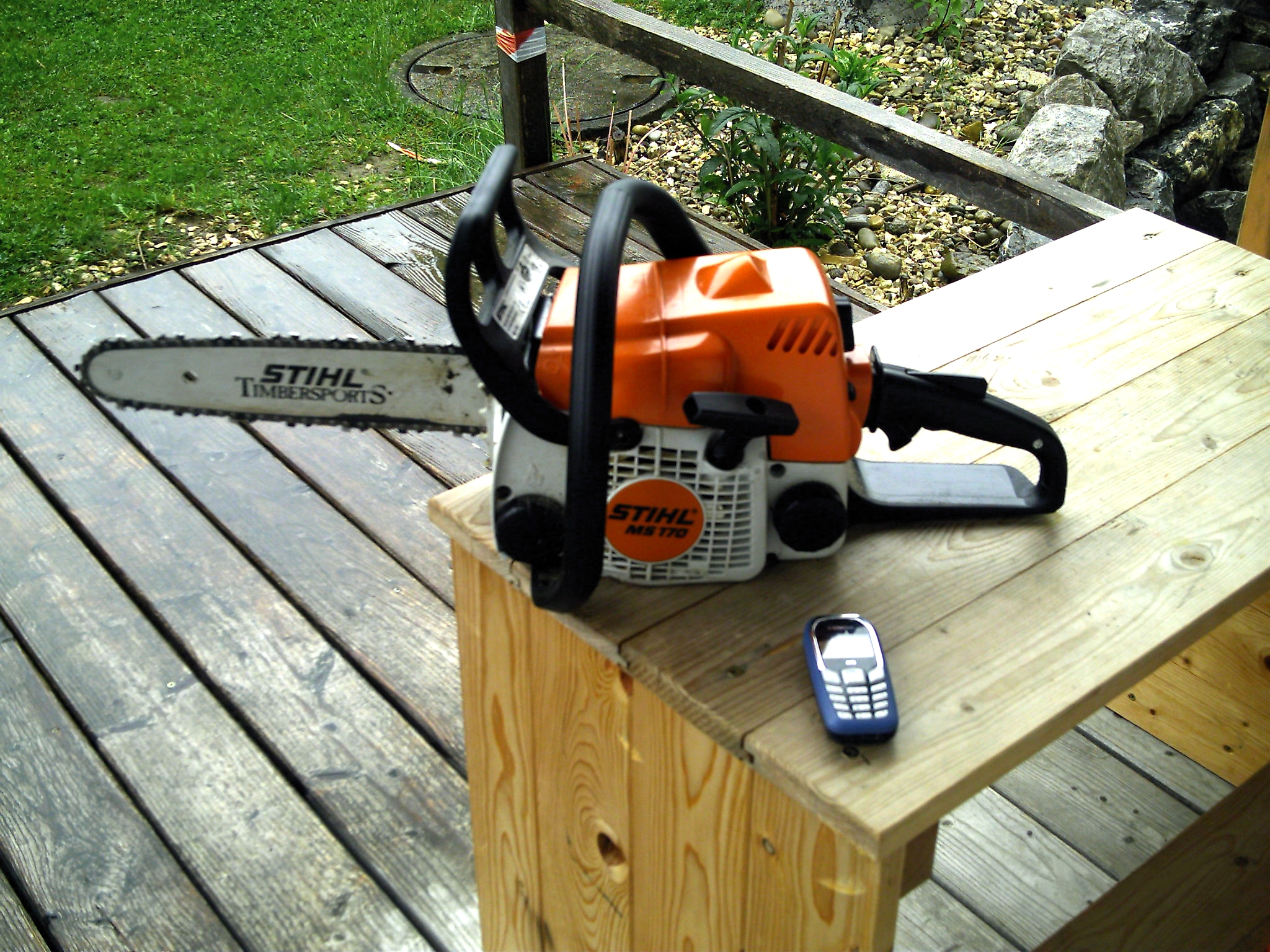

1926 року німецький підприємець Андреас Штіль заснував у Каннштаті неподалік Штутгарта свою компанію. У той час лісопильні машини були важкими та ненадійними. Німецьких інженерів та механіків непокоїло те, як зробити роботу в лісі легшою. Ідея полягала в тому, щоб механізувати нелегку роботу працівників деревообробної промисловості.
У 1926 році з'явилася електрична ланцюгова пилка. Уже через п'ять років STIHL починає імпортувати свою продукцію в США та Росію.
У 1932 році компанія укладає угоду з фірмою DEFRIES з Мілана, яка стає першим імпортером продукції STIHL.
1950 року випущено першу компактну ручну пилку «Benzinmotorsäge Typ BL», якою міг працювати один робітник. Пилку було оснащено компактним бензиновим двигуном з відцентровим зчепленням та ланцюговим ріжучим апаратом.
У 1959 році Андреас Штіль стає всесвітньо відомим завдяки випуску пилки STIHL CONTRA, за що він був названий «батьком ланцюгової пилки».
1971 року Андреас Штіль святкує свій 75-літній ювілей та в тому ж році його компанія визнана найбільшим виробником ланцюгових пилок у світі.
У 1983 році Німецька ринкова асоціація нагороджує STIHL «Німецьким ринковим призом», а через два роки вже Федеральна асоціація логістики за зразкову організацію логістичної діяльності нагородила компанію «Німецькою нагородою логістики».
За результатами 1997 року STIHL — бренд, який найбільше продається у своєму сегменті.
Продукцію компанії реалізує 30.000 дилерів у 140 країнах світу.

## В Україні
Продукція компанії STIHL відома в Україні з початку 90-х років. Перші закупівлі продукції здійснювалися напряму з Німеччини.
У 1994 році в Тернополі відкрилося представництво фірми STIHL. Завданням представництва було спостереження за розвитком українського ринку, а також вивчення перспектив продажу продукції STIHL в Україні. Представництво зайнялося пошуком імпортерів, які готові були продавати продукцію компанії на ринку України. Таким чином з 1996 по 2003 рік на ринку працювало 7 імпортерів, які займалися реалізацією продукції STIHL та VIKING (дочірня компанія STIHL Group). За цей час продукція торгової марки STIHL стала популярною в Україні. Попит на продукцію компанії зріс, а можливості імпортерів не дозволяли охопити обсяги продаж. Це було головною причиною сім'ї STIHL відкрити дочірню компанію, яка б займалася реалізацією продукції STIHL в Україні.
24 грудня 2002 року ТОВ «Андреас Штіль» офіційно зареєстровано в Києві, а з 1 липня 2003 року проводиться діяльність з реалізації продукції STIHL та VIKING в Україні.
У наш час ТОВ «Андреас Штіль» має дилерську мережу, в яку входить більше 500 дилерів — фірм, компаній та приватних підприємців, які займаються реалізацією та сервісним обслуговуванням продукції STIHL. Дилери користуються складом, який не має аналогів серед інших марок конкурентної продукції, яка імпортується в Україну.
Маркетингова стратегія фірми базується на гуртовому продажі через офіційну дилерську мережу. Така стратегія реалізується компанією STIHL в Україні та в усьому світі. Продаж здійснюється через спеціалізовану торгівлю. Клієнт отримує кваліфіковані консультації з вибору та використання інструменту, гарантійне та сервісне обслуговування. Кількість дилерів ТОВ «Андреас Штіль» дорівнює кількості сервісних центрів. Тільки таким чином можливо задовольнити всі побажання покупців, щоб клієнт завжди залишався задоволеним як самою технікою STIHL, так і рівнем її обслуговування. Завдяки цим принципам компанія STIHL досягла таких значних успіхів в усьому світі.

## Галерея

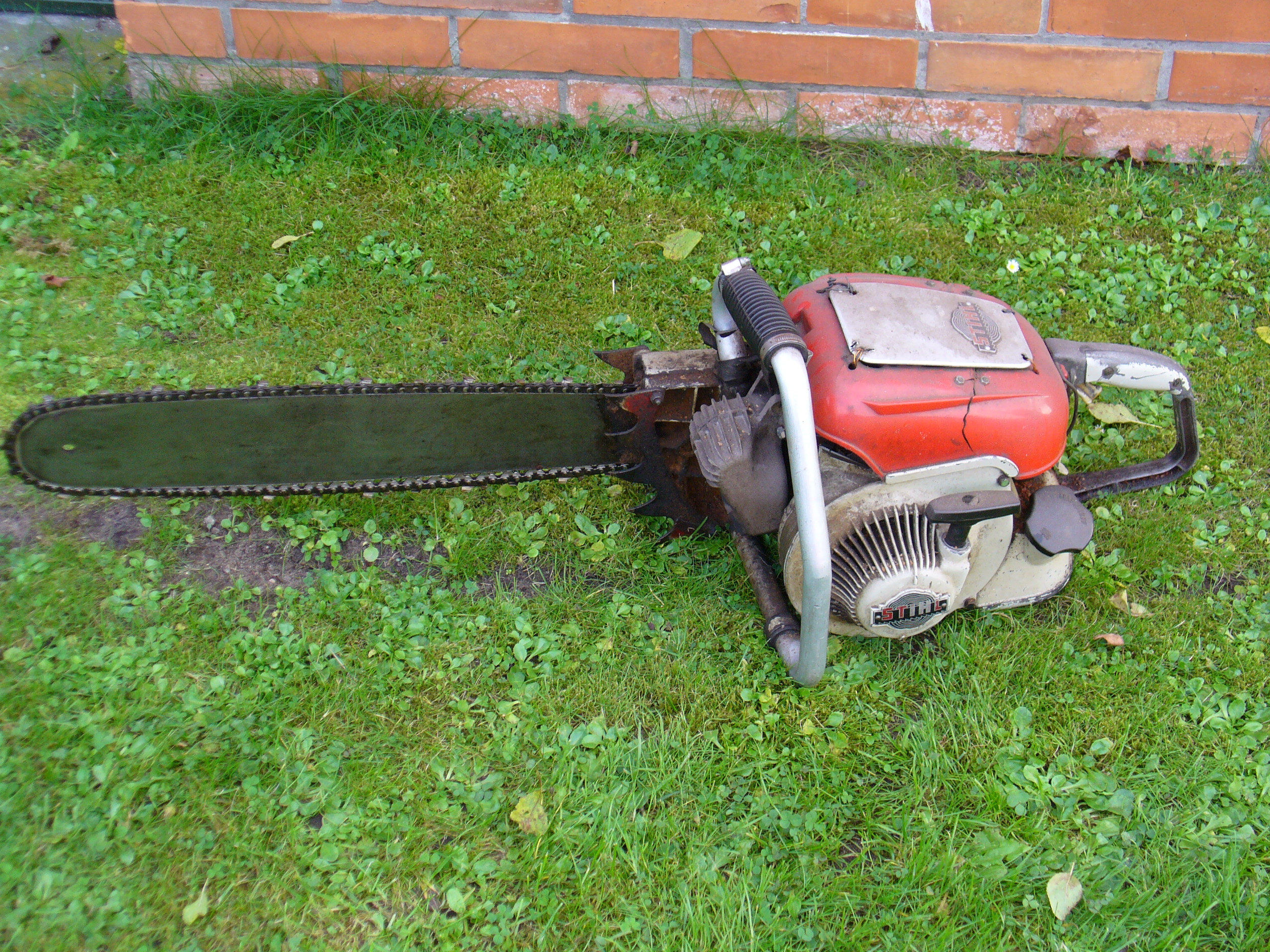
Stihl contra
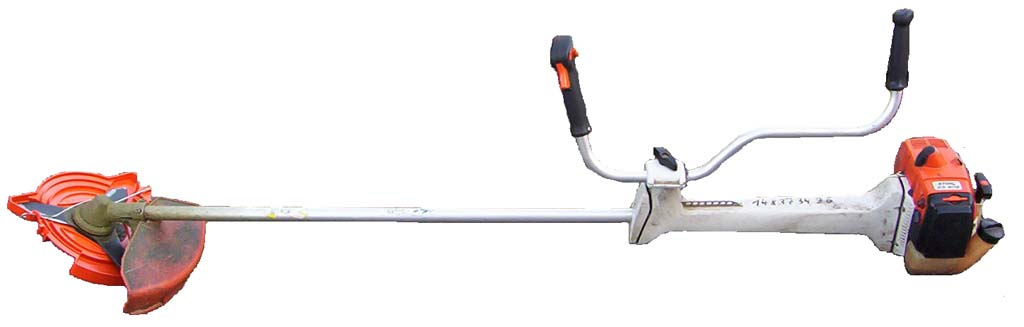
Тріммер
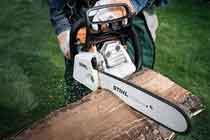
Бензопилка Stihl MS 171
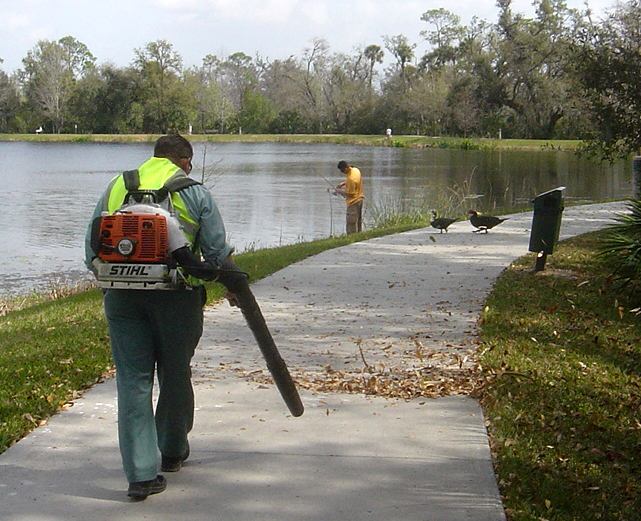
Чистка стежки засобом Stihl